# Милонакос, Илиас
Илиас Милонакос — греческий кинорежиссёр и сценарист. Известен своими криминальными триллерами и драматическими фильмами, нередко сопровождающимися эротическими сценами. За свою карьеру Милонакос снял 44, написал сценарий к 28 и снялся в 2 небольших ролях. В 1989 году Милонакос снял свой последний фильм, впоследствии открыл свой бизнес (имеет крупное кафе), а о своей кинематографической деятельности старается не говорить.

## Карьера в кино
В 1967 году Милонакос уехал из Греции в Швецию, где стал работать в одной из кинематографических компаний. Поработав немного в этой фирме и ознакомившись с процессом киносъёмки Милонакос возвращается обратно в Грецию, где готовиться снимать свои собственные фильмы. Первым его фильмом стала криминально-эротическая драма 1970 года Похоть и месть, к которому он также написал и сценарий. В 1977 году Милонакос снял и написал сценарий для эротического триллера Знак, который приносит ему определённую популярность и известность, так как фильм распространялся не только в Греции, но и в США, а также в европейских странах. Однако самым известным фильмом режиссёра является вышедший двумя годами позднее эротический фильм Чёрная Эммануэль с Лаурой Гемсер в главной роли (известный деятель в сфере эротического\порно и хоррор кинематографа Джо Д'Амато впоследствии признавался, что после выхода фильма доснял к нему несколько собственных сцен с участием той же Лауры Гемсер).
В 1981 году выходит мистико-драматический фильм Натали, повествующий о том, как юная дочь крупного капиталиста тайно занимается сексом с финансовым партнёром отца. В 1982 году следует эротический фильм Бьянка. В 1983 и 1985 годах выходят кинокомедии Синдром кошечки и Гинайкара соответственно (комедии имели большой успех в Греции). В 1985 году также выходит фильм Летние любовницы, рассказывающий том, как юной девушке-фотографу эротический журнал, в котором она работает, поручает съездить на остров Санторини и подыскать новый образ для фотосессии. Здесь она знакомится с двумя молодыми девушками и между ними происходит лесбийская связь. Следующие его фильмы выходили только на видео

## Фильмография
- 1970 — Похоть и месть \ Idoni kai ekdikisi (режиссёр, сценарист)
- 1977 — Знак (Симади) \ Erotiki yperentasi (режиссёр, сценарист)
- 1979 — Чёрная Эммануэль (Эммануэль: Королева страсти) \ I mavri Emmanouella (режиссёр, сценарист)
- 1981 — Натали \ Natali (режиссёр)
- 1982 — Бьянка \ To glyko kormi tis Bianca (режиссёр)
- 1983 — Синдром кошечки \ Orgia stin Kerkyra (режиссёр)
- 1985 — Гинайкара \ I gynaikara ap' to Kilkis (режиссёр)
- 1985 — Летние любовницы \ Tiffany, i agriogata tou erota (режиссёр)
- 1986 — Фонико \ To foniko (режиссёр)